# Kuppam
Kuppam es una ciudad censal situada en el distrito de Chittoor en el estado de Andhra Pradesh (India). Su población es de 21963 habitantes (2011). Se encuentra a 108 km de Chittoor y a 95 km de Bangalore. 

## Demografía
Según el censo de 2011 la población de Kuppam era de 21963 habitantes, de los cuales 11091 eran hombres y 10872 eran mujeres. Kuppam tiene una tasa media de alfabetización del 83,62%, superior a la media estatal del 67,02%: la alfabetización masculina es del 88,09%, y la alfabetización femenina del 79,10%.